# Pionopsis fragilis
Pionopsis fragilis är en kvalsterart som beskrevs av Herbert Habeeb 1954. Pionopsis fragilis ingår i släktet Pionopsis och familjen Pionidae. Inga underarter finns listade i Catalogue of Life.